# マネキンチャレンジ
マネキンチャレンジ（Mannequin Challenge）は、バイラル・インターネット動画である。その場にいる全員が一斉にマネキン人形のように静止し、その様子を動画で撮影する。ハッシュタグの「#MannequinChallenge」は、TwitterやInstagramなどの人気のあるソーシャルメディアプラットフォームで使用されている。BGMには、レイ・シュマリーの『ブラックビートルズfeat.グッチ・メイン』が使用されることが多い。このブームの発端は、2016年10月12日にフロリダ州ジャクソンビルの学生が投稿した動画であったと考えられている。最初の投稿は、他のグループ、特に複雑で精巧な動画を投稿したプロスポーツ選手やスポーツチームによる作品に影響を与えた。
報道機関は、『マトリックス』『X-MEN:フューチャー&パスト』『X-MEN:アポカリプス』『ロスト・イン・スペース』『バッファロー'66』などのSF映画でよく見られるバレットタイムと比較している。一方、ソーシャルメディアへの挑戦への参加的性質は、マカンコウサッポウやハーレムシェイクのミームに似ている。他の人達は、同時期に放送が開始されたHBOのテレビドラマシリーズ『ウエストワールド』との類似点を指摘している。
2008年に、パフォーマンスアート集団インプロブ・エブリウェアが、ニューヨーク市のグランド・セントラル駅で、「Frozen Grand Central」と題したフラッシュモブ形式のマネキンチャレンジの前身となるパフォーマンスを行っている。2015年には、バーナ・ボーイの『Soke』という曲のミュージック・ビデオで、マネキンチャレンジと同様に静止した俳優が描写されている。

## 主な動画

### スポーツ界
数多くの著名なプロスポーツチーム選手、大学スポーツ選手がチャレンジに参加した。スポーツチームの動画は参加人数が多く、精巧な作品が多いのが特徴である。
| 投稿者                                                     | 情報 | 出典          |
| ピッツバーグ・スティーラーズ                               | アメリカンフットボールチーム。2016年11月4日にロッカールームにて撮影。                                                                        | [ 13 ]        |
| アナハイム・ダックス                                       | アイスホッケーチーム。2016年11月13日に投稿。                                                                                                 | [ 14 ]        |
| ダラス・カウボーイズ                                       | アメリカンフットボールチーム。2016年11月6日にチーム専用飛行機にて撮影。                                                                      | [ 15 ] [ 16 ] |
| バッファロー・ビルズ                                       | アメリカンフットボールチーム。2016年11月6日にチーム専用飛行機にて撮影。                                                                      | [ 17 ]        |
| ニューヨーク・ジャイアンツ                                 | アメリカンフットボールチーム。2016年11月6日にロッカールームにて撮影。                                                                        | [ 17 ]        |
| ミルウォーキー・バックス                                   | バスケットボールチーム。2016年11月6日にチーム専用飛行機にて撮影。                                                                            | [ 18 ] [ 19 ] |
| ケンタッキー・ワイルドキャッツ男子バスケットボール部       | アズベリー大学とのエキシビション試合にて撮影。競技場にいた何千人もの観客が参加した。                                                         | [ 20 ]        |
| ブリガムヤング大学の女子体操チーム                         | 彼らのジムにて撮影。 | [ 21 ]        |
| アメリカの陸軍士官大学男子体操チーム                       | | [ 22 ]        |
| テレビ局SEN (テレビ局)                                     | 2016年11月5日にスポーツキャスター、スタッフ、学生などで撮影。                                                                                | [ 23 ]        |
| テレビ局ESPNの番組『カレッジ・ゲームデー (フットボール)』  | 2016年11月5日にスポーツキャスターと学生集団で撮影。                                                                                          | [ 24 ]        |
| テレビ局FOXの番組『Fox NFL Sunday』                        | スポーツキャスターとスタッフで撮影。 | [ 25 ]        |
| ボルシア・ドルトムント                                     | ドイツ・ブンデスリーガ。ウエイトルームにて撮影。                                                                                             | [ 26 ]        |
| サッカーポルトガル代表                                     | クリスティアーノ・ロナウドとロッカールームにて撮影。                                                                                         | [ 27 ]        |
| マーカス・ラッシュフォード、ジェシー・リンガード           | マンチェスター・ユナイテッドの選手。 | [ 28 ]        |
| サッカーイングランド代表                                   | 2016年11月15日、スペイン代表との試合で、2本目のゴールを決めた後、ジェイミー・ヴァーディ、ラヒーム・スターリング、セオ・ウォルコットが挑戦。  | [ 29 ]        |
| サッカースペイン代表                                       | イングランドとの親善試合後、ウェンブリー・スタジアムのロッカールームにて撮影。                                                               | [ 30 ]        |
| サッカーベルギー代表                                       | | [ 31 ]        |
| ヨーロピアンツアーに出場しているゴルフ選手たち             | DPワールド ツアー選手権ドバイに出場しているゴルフのヨーロピアンツアー出場者たちで撮影。                                                      | [ 32 ]        |
| サッカーアメリカ合衆国女子代表                             | 2016年11月13日に投稿。 | [ 33 ]        |
| シモーネ・バイルズ、ナスティア・リューキン、ダネル・レイバ | アメリカの体操選手。2016年11月13日、ケロッグ・チャンピオンズ・ツアーの為の練習中に撮影。                                                     | [ 34 ]        |
| フィギュアスケートの世界王者たち                           | 2016年11月13日、2016/2017 ISUグランプリシリーズのフランス杯にて挑戦。                                                                        | [ 35 ]        |
| レルビー・エリアンドリー、ティーラシン・デーンダー         | それぞれインドネシアとタイのサッカー選手。2016 AFFスズキカップのグループステージでゴールが決まった瞬間に、それぞれがチームメイトと挑戦した。 | [ 36 ]        |